# Gunilla Jensen
Astrid Gunilla Jensen Peyron, född Jensen 27 november 1945 i Stockholm (Brännkyrka församling), död 9 oktober 2024, var en svensk dramaturg, danskritiker och manusförfattare.

## Manus (urval)
- 1979 – I frid och värdighet
- 1987 – Don Juan
- 1988 – Behöriga äga ej tillträde
- 1989 – Gengångare
- 1995 – Den täta elden (TV-serie)
- 1995 – Rucklarens väg
- 2000 – Judith (TV-serie)

## Dramaturgi (urval)
- 1994 – Sommarmord
- 1986 – Saxofonhallicken
- 1995 – Pensionat Oskar
- 1998 – Den tatuerade änkan
- 2005 – Kvalster